# Реалізм (мистецтво)

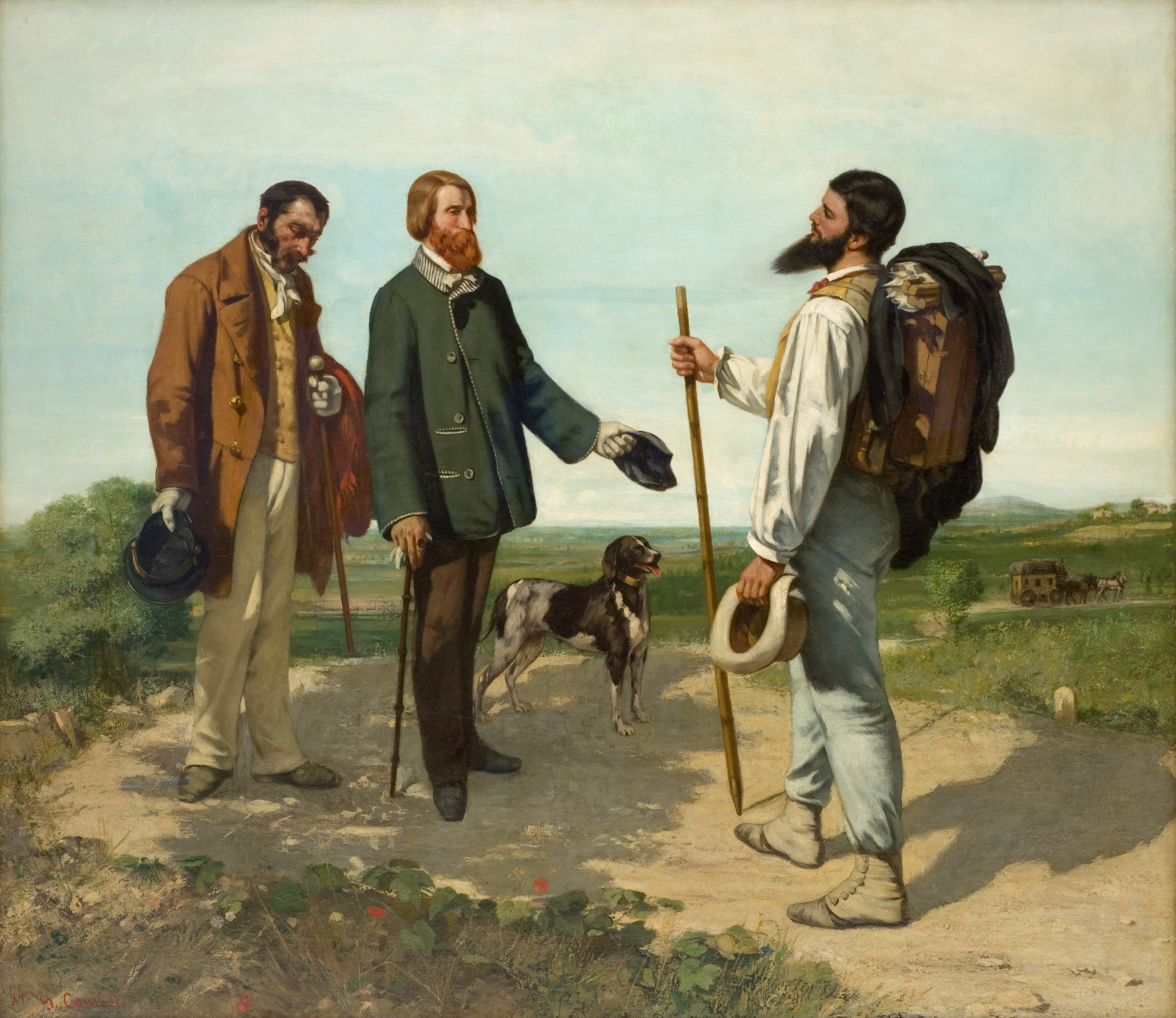
Добридень, пане Курбе! (2025

Реалізм — художній метод у мистецтві, що ґрунтується на відтворенні дійсності.
Цей термін, запозичений з філософії, вносить іноді в оцінку художнього твору моменти позаестетичні: реалізм абсолютно неправильно дорікають у відсутності морального ідеалізму. У розхожому вживанні термін «реалізм» означає точне копіювання деталей, переважно зовнішніх. Неспроможність цієї точки зору, природним висновком з якої є те, що реєстрація реалій — роман і фотографія є кращими в порівнянні з картиною художника, абсолютно очевидна; достатнім спростуванням її служить наше естетичне почуття, яке ні хвилини не коливається між восковою фігурою, що відтворює найтонші відтінки живих фарб, і мертво-білою мармуровою статуєю. Було б безглуздо і безцільно створювати ще один світ, абсолютно тотожний з існуючим.
Копіювання рис зовнішнього світу саме по собі ніколи не представлялося метою мистецтва. По можливості вірне відтворення дійсності доповнюється творчою самобутністю художника. У теорії реалізму протиставляється ідеалізм, але на практиці йому протистоять рутина, традиція, академічний канон, обов'язкове наслідування класикам — іншими словами, загибель самостійної творчості. Починається мистецтво з дійсного відтворення природи; але, коли відомі популярні зразки художнього мислення, відбувається наслідувальна творчість, робота за шаблоном.
Це — звичайні риси усталеної школи, якою б вона не була. Трохи не кожна школа виявляє домагання на нове слово саме в області правдивого відтворення життя — і кожна по своєму права, і кожна заперечується і змінюється наступною в ім'я того ж принципу правди. Це особливо характерно проявляється в історії розвитку французької літератури, яка відображає ряд завоювань істинного реалізму. Прагнення до художньої правди полягало в основі тих же рухів, які, скам'янівши в традиції і канони, стали пізніше символами нереального мистецтва.
Такий не тільки < романтизм> на який з таким запалом нападали в ім'я правди доктринери новітнього натуралізму; така й класична драма. Досить нагадати, що знамениті три єдності були прийняті зовсім не з рабського наслідування Арістотелем, але тому лише, що давали можливість сценічної ілюзії. Як писав Лансон, "Встановлення єдностей було торжеством реалізму. Ці правила, що зробилися причиною стількох невідповідностей при занепаді класичного театру, були спочатку необхідною умовою сценічної правдоподібності. У арістотелівських правилах середньовічний раціоналізм знайшов засіб видалити зі сцени останні залишки наївної середньовічної фантазії ".
Глибокий внутрішній реалізм класичної трагедії французів виродився в міркуваннях теоретиків і в творах наслідувачів в мертві схеми, гніт яких був скинутий літературою лише на початку XIX століття. Існує точка зору, що всякий істинно прогресивний рух в області мистецтва є рух у напрямку до реалізму. У цьому відношенні не становлять винятку і ті нові течії, які з вигляду є реакцією реалізму. Насправді вони являють собою лише протистояння рутині, художній догмі — реакцію проти реалізму по імені, що перестав бути шуканням і художнім відтворенням життєвої правди. Коли ліричний символізм намагається новими засобами передати читачеві настрій поета, коли неоідеалісти, воскрешаючи старі умовні прийоми художнього зображення, малюють стилізовані, тобто як би навмисно відступаючі від дійсності образи, вони прагнуть до того ж, що становить мету всякого — хоча б і архінатуралістичного — мистецтва: до творчого відтворення життя. Немає істинно художнього твору — від симфонії до арабески, від «Іліади» до «Шепіт, боязке дихання», — який при глибшому погляді на нього не виявився би правдивим зображенням душі творця, «куточком життя крізь призму темпераменту».
Навряд чи можливо тому говорити про історію реалізму: вона збігається з історією мистецтва. Можна лише характеризувати окремі моменти історичного життя мистецтва, коли особливо наполягали на правдивому зображенні життя, бачачи його переважно в емансипації від шкільної умовності, в умінні усвідомити і сміливості зобразити подробиці, які залишалися непоміченими художниками колишніх днів або лякали їх невідповідністю з догматами.
Водночас існує думка, що реалізм як метод зародився в глибокій старовині. Відтак виділяють кілька періодів його розвитку:
- «Античний Реалізм»
- «Реалізм епохи Ренесансу»
- «Просвітницький реалізм»
- «Реалізм XVIII—XIX століть» (тут, в середині XIX століття, досяг найвищої могутності у зв'язку з чим з'явився термін Епоха реалізму)
- «Неореалізм (реалізм XX століття)»

## Реалізм в живописі
Народження реалізму в образотворчому мистецтві найчастіше пов'язують з творчістю французького художника Гюстава Курбе (1819—1877), який відкрив в 1855 році в Парижі свою персональну виставку «Павільйон реалізму», хоча ще до нього в реалістичній манері працювали художники барбізонської школи (Теодор Руссо, Жан-Франсуа Мілле, Жуль Бретон). Курбе вважають і першим теоретиком реалізму, адже він у передмові до каталогу виставки обґрунтував програмові засади напряму. Розробку теоретичної бази продовжив Жуль Шанфлері на сторінках журналу з промовистою назвою «Реалізм» (1856—1857).
В Італії реалістичний живопис був відомий під назвою веризму, в Росії — під іменем передвижництва.
У 1870-і роки розвиток реалізму призвів до появи натуралізму та певною мірою втратив свої позиції з появою імпресіонізму, неоромантизму та символізму.
В художній діяльності значення реалізму як стилю є доволі суперечливим, його кордони невизначені. В більш вузькому сенсі під реалізмом розуміють позитивізм як напрямок в образотворчому мистецтві 2-ї половини XIX століття.
Одним з перших реалістів був французький художник Густав Курбе (1819—1877), який в 1855 році відкрив в Парижі свою персональну виставку «Павільйон реалізму». До нього в реалістичній манері працювали художники барбізонської школи: Теодор Руссо, Жан-Франсуа Мілле, Жуль Бретон. У 1870-і роки реалізм розділився на два основних напрямки — натуралізм і імпресіонізм.
Першим українським живописцем-реалістом вважають Тараса Шевченка. Фактично добою реалізму в українському мистецтві стала доба передвижників, у лавах яких було чимало українців.
В сучасному живописі реалізм межує з гротеском, антигламуром. Яскравим представником такого напрямку в реалізмі є російський художник Василь Шульженко[1].

## Реалізм у музиці
Музичний реалізм виріс з музичного романтизму і водночас успадкував здобутки «віденської класики» та неокласицизму загалом. Для реалістичної музики характерна тісна пов'язаність із громадським життям.
Вершиною реалізму в оперному мистецтві Франції визнають оперу Жоржа Бізе «Кармен». Творчості Бізе взагалі притаманні витонченість форм, чіткість викладу. Герої опери — прості люди з сильними і суперечливими характерами.
Найяскравішим з представників італійського (та й світового) реалізму вважають Джузеппе Верді. Ґрунтуючись на найкращих традиціях італійської опери, він створив справді новаторські, насичені глибоким драматизмом, і водночас психологічно правдиві музичні твори, найвідомішими з яких є опери «Ріголетто», «Травіата», «Трубадур», «Аїда», «Отелло».
Початок розвитку реалізму вбачається в мистецтві XIX століття.
Музика найабстрактніша з усіх мистецтв, часом важко зарахувати її до якихось конкретних методів, течій, напрямів. Тим не менш, як і всі види мистецтва, вона тісно пов'язана з життям, з її подіями і проблемами, ідеями та ідеалами і, як і всі мистецтва, вона підкоряється загальним законам художнього розвитку. Якщо говорити про реалізм у музичному мистецтві, то його походження, безумовно, має глибокі корені, що знаходяться у правдивому і вірному вираженні людських почуттів і думок через інтонацію, тон, темп, ритм.
Музичний реалізм 30-50-х роках XIX ст., вийшов з музичного романтизму був дуже тісно пов'язаний із суспільним життям того часу.
У творчості зарубіжних композиторів реалістичні тенденції проявилися яскравіше в оперній музиці італійського композитора Дж. Верді, якого композитор і критик А. Н. Серов справедливо назвав "голосом сучасної Італії.

## В Україні
Найстаріша українська ікона і стінопис фактично були творами реалістичними, хіба що підпорядкованими запровадженій формі й усталеному сюжету в композиції — все це було зумовлене вимогами обряду. Відхід від цього принципу помічається вже в XVI столітті: спочатку в портреті, — а згодом і в реалістичному мистецтві. Західне бароко в XVII ст. принесло з собою нові на той час реалістичні форми і нове розуміння композиції, звільненої від непорушних раніше правил. Позитивним явищем тут було оживлення мистецтва шляхом наближення його до актуальних проблем людини свого часу, негативним — затрата суворої дисципліни мисі, форми, до якої ледве почало повертатися мистецтво нашої доби, після довгого періоду пересичення реалізмом і натуралізмом.
У старому українському мистецтві реалізм як метод рідко виступав у чистому виді, як це було, наприклад, у Голландії або Італії; він був тільки складовою, хоч і основною частиною таких стилів, як бароко, ампір, класицизм.
Характерно, що українське народне мистецтво не приймало реалізму як такого, — а завжди намагалося перетворити його своїми стилістичними засобами, де основою були вимоги ритму й гармонії. В Радянській Україні спроби ввести в кераміку, вишивку й килимарство реалістичні портрети були настільки невдалі, що здебільшого їх було полишено.